# Isoperla longiseta
Isoperla longiseta är en bäcksländeart som beskrevs av Banks 1906. Isoperla longiseta ingår i släktet Isoperla och familjen rovbäcksländor. Inga underarter finns listade i Catalogue of Life.